# Ammoperdix
Ammoperdix es un género de aves galliformes de la familia Phasianidae. Contiene dos especies similares:
- Ammoperdix griseogularis, perdiz gorgigrís.
- Ammoperdix heyi, perdiz desértica.

La perdiz gorgigrís se produce en el suroeste de Asia y la perdiz desértica en Egipto y Oriente Medio. 